# Saint-Honoré, Isère
Saint-Honoré là một xã của tỉnh Isère, thuộc vùng Rhône-Alpes, đông nam nước Pháp.